# Thomas Rogne
Thomas Rogne (Bærum, 29 giugno 1990) è un ex calciatore norvegese, di ruolo difensore.

## Biografia
Nel giugno 2019 ha sposato la calciatrice norvegese Ada Hegerberg.

## Caratteristiche tecniche
È un difensore centrale di "vecchio stampo", un poco lento ma dotato di un'ottima lettura difensiva e di una buona capacità di copertura che lo rende difficile da superare nell'uno contro uno. Grazie alla sua altezza, inoltre, risulta spesso pericoloso in occasione dei calci piazzati. Molto bravo in fase di marcature, pecca maggiormente in quella di costruzione.
A causa dei numerosi infortuni subiti, la sua carriera è stata caratterizzata da lunghi stop che ne hanno compromesso il pieno sviluppo, nonostante abbia comunque fatto parte della nazionale del suo paese e debuttato in manifestazioni importanti quali la Champions League o l'Europa League.

## Carriera

### Club

#### Stabæk
Rogne debuttò nella prima squadra dello Stabæk il 20 maggio 2007: subentrò ad Alanzinho nel successo per nove a uno sull'Åssiden, in un match valido per l'edizione stagionale della Coppa di Norvegia. Per esordire nell'Eliteserien dovette attendere il 16 settembre dello stesso anno, quando subentrò a Morten Skjønsberg nel cinque a uno inflitto all'Odd Grenland.
Durante un'amichevole in previsione del campionato 2008, disputata a La Manga del Mar Menor contro il Kryl'ja Sovetov Samara, si infortunò al legamento crociato anteriore e dovette saltare l'intera stagione, culminata con il successo dello Stabæk nell'Eliteserien.
Rientrò in gare ufficiali l'8 marzo 2009, in occasione della Superfinalen contro il Vålerenga: sostituì nel corso del secondo tempo Christian Keller. Il 25 luglio segnò il primo gol nella massima divisione norvegese, nel pareggio per due a due sul campo dello Start. Quattro giorni dopo, giocò il primo match della sua carriera nella Champions League, seppure nei turni preliminari: fu infatti titolare nella sconfitta per tre a uno in casa del Copenaghen.

#### Celtic
Rogne firmò per il Celtic il 20 gennaio 2010, legandosi al club scozzese con un contratto dalla durata di tre anni e mezzo. Debuttò nella Scottish Premier League il 10 febbraio, sostituendo Glenn Loovens in una vittoria casalinga per due a zero contro gli Hearts. Il primo incontro da titolare, invece, lo disputò il 20 febbraio: la gara fu vinta dal Celtic sul Dundee United per uno a zero ed il difensore giocò una buona partita, impressionando favorevolmente l'allenatore Tony Mowbray. Offrì un'altra prestazione positiva nell'Old Firm contro i Rangers, nonostante dovette lasciare il campo a Darren O’Dea per via di un infortunio al bicipite femorale. Tornò in campo due mesi dopo, contro il Dundee United, ma dovette abbandonare nuovamente il terreno da gioco per infortunio.
Rogne giocò il primo incontro ufficiale della stagione seguente nel tre a zero inflitto al St. Johnstone. Nell'incontro seguente, contro l'Aberdeen, il norvegese fu espulso per un fallo su una chiara occasione da gol. Nonostante questo, il Celtic vinse l'incontro per nove a zero e segnò un record nella storia del campionato scozzese. Segnò la prima rete per il club il 21 dicembre, nell'uno a uno contro il Kilmarnock. La prestazione di Rogne nel derby di inizio 2011 contro i Rangers fu molto apprezzata: il Celtic vinse il match ad Ibrox Stadium per due a zero. Segnò il secondo gol per la squadra in data 29 gennaio, nella semifinale di Scottish League Cup 2010-2011 contro l'Aberdeen. Contribuì al successo finale nel campionato 2011-2012.

#### Wigan
Il 1º luglio 2013, firmò un contratto triennale con il Wigan. Rescisse consensualmente il contratto che lo legava al club in data 10 marzo 2015.

#### IFK Göteborg
Il 15 marzo 2015 firmò ufficialmente per gli svedesi dell'IFK Göteborg. Il 30 agosto dello stesso anno, nel corso della partita poi vinta sul Gefle, si lesiona il legamento crociato ed è costretto a sottoporsi ad un intervento che lo tiene a lungo lontano dai campi.

#### Lech Poznań
Il 1º agosto 2017, Rogne è stato ufficialmente ingaggiato dal Lech Poznań, a cui si è legato con un contratto quadriennale valido a partire dal gennaio seguente.

### Nazionale
Rogne debuttò per la Norvegia under 21 il 9 settembre 2009, schierato titolare nella sconfitta per uno a zero contro la Serbia under 21. Il match era valido per le qualificazioni al campionato europeo Under-21 2011.
A marzo 2011, ricevette la prima convocazione per la Nazionale maggiore, per la sfida contro la Danimarca. Non scese però in campo. Il 7 maggio 2013, fu incluso nella lista provvisoria consegnata all'UEFA dal commissario tecnico Tor Ole Skullerud in vista del campionato europeo Under-21 2013. Il 22 maggio, il suo nome comparve tra i 23 calciatori scelti per la manifestazione. La selezione norvegese superò la fase a gironi, per poi venire eliminata dalla Spagna under 21 in semifinale. In base al regolamento, la Norvegia ricevette la medaglia di bronzo in ex aequo con l'Olanda Under-21, altra semifinalista battuta.

## Statistiche

### Presenze e reti nei club
Statistiche aggiornate al 1 dicembre 2021.
| Stagione           | Club               | Campionato         | Campionato | Campionato | Coppe nazionali | Coppe nazionali | Coppe nazionali | Coppe continentali | Coppe continentali | Coppe continentali | Supercoppe | Supercoppe | Supercoppe | Totale | Totale |
| Stagione           | Club               | Comp               | Pres       | Reti       | Comp            | Pres            | Reti            | Comp               | Pres               | Reti               | Comp       | Pres       | Reti       | Pres   | Reti   |
| ------------------ | ------------------ | ------------------ | ---------- | ---------- | --------------- | --------------- | --------------- | ------------------ | ------------------ | ------------------ | ---------- | ---------- | ---------- | ------ | ------ |
| 2007               | Stabæk             | ES                 | 3          | 0          | CN              | 2               | 0               | -                  | -                  | -                  | -          | -          | -          | 5      | 0      |
| 2008               | Stabæk             | ES                 | 0          | 0          | CN              | 0               | 0               | CU                 | 0                  | 0                  | -          | -          | -          | 0      | 0      |
| 2009               | Stabæk             | ES                 | 10         | 1          | CN              | 2               | 0               | UCL+UEL            | 2+2                | 0                  | SN         | 1          | 0          | 17     | 1      |
| Totale Stabæk      | Totale Stabæk      | Totale Stabæk      | 13         | 1          |                 | 4               | 0               |                    | 4                  | 0                  |            | 1          | 0          | 22     | 1      |
| gen.-giu. 2010     | Celtic             | SPL                | 4          | 0          | SC+SLC          | 0               | 0               | UCL+UEL            | 0                  | 0                  | -          | -          | -          | 4      | 0      |
| 2010-2011          | Celtic             | SPL                | 16         | 1          | SC+SLC          | 2+2             | 0+1             | UCL+UEL            | 0                  | 0                  | -          | -          | -          | 20     | 2      |
| 2011-2012          | Celtic             | SPL                | 17         | 1          | SC+SLC          | 2+3             | 0               | UEL                | 0                  | 0                  | -          | -          | -          | 22     | 1      |
| 2012-2013          | Celtic             | SPL                | 13         | 0          | SC+SLC          | 2+1             | 0               | UCL                | 3                  | 0                  | -          | -          | -          | 19     | 0      |
| Totale Celtic      | Totale Celtic      | Totale Celtic      | 50         | 2          |                 | 12              | 1               |                    | 3                  | 0                  |            | -          | -          | 65     | 3      |
| 2013-2014          | Wigan              | FLC                | 11         | 0          | FACup+CdL       | 0+1             | 0               | UEL                | 3                  | 0                  | CS         | -          | -          | 15     | 0      |
| 2014-mar. 2015     | Wigan              | FLC                | 0          | 0          | FACup+CdL       | 0+1             | 0               | -                  | -                  | -                  | -          | -          | -          | 1      | 0      |
| Totale Wigan       | Totale Wigan       | Totale Wigan       | 11         | 0          |                 | 2               | 0               |                    | 3                  | 0                  |            | -          | -          | 16     | 0      |
| 2015               | IFK Göteborg       | A                  | 19         | 1          | CS              | 2               | 0               | -                  | -                  | -                  | -          | -          | -          | 21     | 1      |
| 2016               | IFK Göteborg       | A                  | 23         | 0          | CS              | 0               | 0               | UEL                | 4                  | 0                  | -          | -          | -          | 27     | 1      |
| 2017               | IFK Göteborg       | A                  | 24         | 0          | CS              | 5               | 2               | UEL                | 7                  | 0                  | -          | -          | -          | 36     | 2      |
| Totale Göteborg    | Totale Göteborg    | Totale Göteborg    | 66         | 1          |                 | 7               | 3               |                    | 11                 | 0                  |            | -          | -          | 84     | 4      |
| 2017-2018          | Lech Poznań        | E                  | 0          | 0          | PP              | 0               | 0               | -                  | -                  | -                  | -          | -          | -          | 0      | 0      |
| 2018-2019          | Lech Poznań        | E                  | 23         | 1          | PP              | 1               | 0               | UEL                | 5                  | 0                  | -          | -          | -          | 29     | 1      |
| 2019-2020          | Lech Poznań        | E                  | 20         | 1          | PP              | 1               | 0               | -                  | -                  | -                  | -          | -          | -          | 21     | 1      |
| 2020-2021          | Lech Poznań        | E                  | 18         | 2          | PP              | 1               | 0               | UEL                | 4                  | 0                  | -          | -          | -          | 23     | 2      |
| 2021-2022          | Lech Poznań        | E                  | 1          | 0          | PP              | 2               | 0               | -                  | -                  | -                  | -          | -          | -          | 3      | 0      |
| Totale Lech Poznan | Totale Lech Poznan | Totale Lech Poznan | 62         | 4          |                 | 5               | 0               |                    | 9                  | 0                  |            | -          | -          | 76     | 4      |
| Totale carriera    | Totale carriera    | Totale carriera    | 202        | 8          |                 | 30              | 4               |                    | 27                 | 0                  |            | 1          | 0          | 260    | 12     |

### Cronologia presenze e reti in Nazionale
| Cronologia completa delle presenze e delle reti in nazionale ― Norvegia | Cronologia completa delle presenze e delle reti in nazionale ― Norvegia | Cronologia completa delle presenze e delle reti in nazionale ― Norvegia | Cronologia completa delle presenze e delle reti in nazionale ― Norvegia | Cronologia completa delle presenze e delle reti in nazionale ― Norvegia | Cronologia completa delle presenze e delle reti in nazionale ― Norvegia | Cronologia completa delle presenze e delle reti in nazionale ― Norvegia | Cronologia completa delle presenze e delle reti in nazionale ― Norvegia |
| Data                                                                    | Città                                                                   | In casa                                                                 | Risultato                                                               | Ospiti                                                                  | Competizione                                                            | Reti                                                                    | Note                                                                    |
| ----------------------------------------------------------------------- | ----------------------------------------------------------------------- | ----------------------------------------------------------------------- | ----------------------------------------------------------------------- | ----------------------------------------------------------------------- | ----------------------------------------------------------------------- | ----------------------------------------------------------------------- | ----------------------------------------------------------------------- |
| 29-2-2012                                                               | Belfast                                                                 | Irlanda del Nord                                                        | 0 – 3                                                                   | Norvegia                                                                | Amichevole                                                              | -                                                                       |                                                                         |
| 15-8-2012                                                               | Oslo                                                                    | Norvegia                                                                | 2 – 3                                                                   | Grecia                                                                  | Amichevole                                                              | -                                                                       |                                                                         |
| Totale                                                                  |                                                                         | Presenze                                                                | 2                                                                       |                                                                         | Reti                                                                    | 0                                                                       |                                                                         |

## Palmarès

### Club

#### Competizioni nazionali
- Superfinalen: 1

Stabæk: 2009
- Coppa di Scozia: 2

Celtic: 2010-2011, 2012-2013
- Campionato scozzese: 2

Celtic: 2011-2012, 2012-2013
- Coppa di Svezia: 1

IFK Göteborg: 2014-2015